# Списак министара саобраћаја Југославије

## Министри саобраћаја за времеКраљевине Срба, Хрвата и Словенаца(1919—1929)
| Слика | Мандат | Име и презиме          | Датум рођења и смрти | Белешка                    | Странка |
| ----- | ------ | ---------------------- | -------------------- | -------------------------- | ------- |
|       |        | Велислав Вуловић       |                      | Прва влада Стојана Протића |         |
|       |        | Милорад Драшковић      |                      |                            |         |
|       |        | Антон Корошец          |                      |                            |         |
|       |        | Јован П. Јовановић     |                      |                            |         |
|       |        | Велизар Јанковић       |                      |                            |         |
|       |        | Никола Т. Узуновић     |                      |                            |         |
|       |        | Андра Станић           |                      |                            |         |
|       |        | Велизар С. Јанковић    |                      |                            |         |
|       |        | Драгутин С. Којић      |                      |                            |         |
|       |        | Светислав Поповић      |                      |                            |         |
|       |        | Антон Сушник           |                      |                            |         |
|       |        | Анта Радојевић         |                      |                            |         |
|       |        | Крста Љ. Милетић       |                      |                            |         |
|       |        | Василије И. Јовановић  |                      |                            |         |
|       |        | Светислав Милосављевић |                      |                            |         |
|       |        | Андра Станић           |                      |                            |         |
|       |        | Антон Корошец          |                      |                            |         |
|       |        | Лазар Радивојевић      |                      |                            |         |

## Министри саобраћаја за времеКраљевине Југославије(1929—1941)
| Слика | Мандат | Име и презиме          | Датум рођења и смрти | Белешка             | Странка |
| ----- | ------ | ---------------------- | -------------------- | ------------------- | ------- |
|       |        | Лазар Радивојевић      |                      | Министар саобраћаја |         |
|       |        | Светислав Милосављевић |                      |                     |         |
|       |        | Огњен Кузмановић       |                      |                     |         |
|       |        | Димитрије Вујић        |                      |                     |         |
|       |        | Мехмед Спахо           |                      |                     |         |
|       |        | Џафер Куленовић        |                      | заступник           |         |
|       |        | Никола Бешлић          |                      |                     |         |
|       |        | Богољуб Јевтић         |                      |                     |         |

## Министри саобраћаја за времеКраљевине Југославијеу егзилу(1941—1945)
| Слика | Мандат | Име и презиме        | Датум рођења и смрти | Белешка   | Странка |
| ----- | ------ | -------------------- | -------------------- | --------- | ------- |
|       |        | Богољуб Јевтић       |                      |           |         |
|       |        | Милан Грол           |                      |           |         |
|       |        | Милош Ст. Бобић      |                      |           |         |
|       |        | Иван Керн            |                      |           |         |
|       |        | Нико Мирошевић-Сорго |                      | заступник |         |
|       |        | Берислав Анђелиновић |                      | заступник |         |
|       |        | Ненад Грисогоно      |                      | заступник |         |
|       |        | Светозар Рашић       |                      | заступник |         |
|       |        | Иван Шубашић         |                      |           |         |
|       |        | Драго Марушич        |                      |           |         |

## Повереник за саобраћајНационалног комитета ослобођења Југославије(1943—1945)
| Слика | Почетак мандата       | Крај мандата      | Име и презиме  | Датум рођења и смрти | Белешка                | Странка                          |
| ----- | --------------------- | ----------------- | -------------- | -------------------- | ---------------------- | -------------------------------- |
|       | од 29. новембра 1943. | до 7. марта 1945. | Сретен Жујовић |                      | Повереник за саобраћај | Комунистичка партија Југославије |

## Министар саобраћајаПривремене владе ДФЈ(1945)
| Слика | Почетак мандата   | Крај мандата         | Име и презиме            | Датум рођења и смрти | Белешка             | Странка |
| ----- | ----------------- | -------------------- | ------------------------ | -------------------- | ------------------- | ------- |
|       | од 7. марта 1945. | до 11. новембра 1945 | Тодор Вујасиновић (НКОЈ) |                      | Министар саобраћаја |         |

## Министри саобраћаја за времеФНРЈиСФРЈ(1945—1992)
| Слика         | Почетак мандата | Крај мандата | Име и презиме      | Датум рођења и смрти | Белешка                              | Странка                     |
| ------------- | --------------- | ------------ | ------------------ | -------------------- | ------------------------------------ | --------------------------- |
|               | 2.2.1946        | 1.4.1949     | Тодор Вујасиновић  |                      | Министар саобраћаја                  |                             |
|               | 1.4.1949        | 27.4.1950    | Божидар Масларић   |                      | Министар саобраћаја                  |                             |
|               | 1.4.1949        | 6.4.1951     | Тодор Вујасиновић  |                      | Министар железница                   |                             |
| Влада Зечевић | 27.4.1950       |              | Влада Зечевић      |                      | Министар саобраћаја                  |                             |
|               | 30.6.1963       | 12.3.1965    | Марин Цетинић      |                      | Савезни секретар за саобраћај и везе |                             |
|               | 12.3.1965       | 18.5.1967    | Милијан Неоричић   |                      | Савезни секретар за саобраћај и везе |                             |
|               | 3.12.1971       | 17.5.1974    | Благој Попов       |                      | Савезни секретар за саобраћај и везе | Савез комуниста Југославије |
|               | 17.5.1974       | 16.5.1978    | Бошко Димитријевић |                      |                                      | Савез комуниста Југославије |
|               | 16.5.1978       | 16.5.1982    | Зелић              |                      |                                      | Савез комуниста Југославије |
|               | 16.5.1982       | 15.5.1984    | Мустафа Назми      |                      |                                      | Савез комуниста Југославије |
|               | 15.5.1984       | 12.11.1987   | Мустафа Пљакић     |                      |                                      | Савез комуниста Југославије |
|               | 12.11.1987      | 16.3.1989    | Драги Данев        |                      |                                      | Савез комуниста Југославије |
|               | 16.3.1989       | 21.11.1991   | Јоже Слокар        |                      |                                      | Савез комуниста Југославије |

## Министри саобраћаја за времеСРЈ(1992—2003)
| Слика | Мандат | Име и презиме   | Датум рођења и смрти | Белешка             | Странка                       |
| ----- | ------ | --------------- | -------------------- | ------------------- | ----------------------------- |
|       |        | Милутин Мркоњић |                      | Влада Милана Панића | Социјалистичка партија Србије |
|       |        | Зоран Шами      |                      | Влада Зорана Жижића |                               |